# Karl-Heinz Claus
Karl-Heinz Claus (* 16. Juni 1920 in Hartmannsdorf; † 20. Dezember 2005 in Bühl) war ein deutscher Marketingleiter und Fachbuchautor.

## Leben
Claus war in leitender Position in der Pharmaindustrie tätig. Zu seinem Tätigkeitsbereich gehörte unter anderem, im Rahmen der Marktforschung sich entwickelnde Trends zu erkennen, auszuwerten und die erworbenen Kenntnisse an Institute und Forschungslabore weiterzugeben. Dabei beschäftigte er sich unter anderem mit Medizin ebenso wie Naturheilkunde, Phytotherapie und Homöopathie, Balneotherapie und Diätetik. Weiterhin war er Vorstandsmitglied des Bundesverbandes der Heilmittelindustrie.
Claus war Herausgeber mehrerer Fachbücher und Gastdozent bei medizinischen Kongressen und an Fachschulen für Heilpraktiker und medizinisches Hilfspersonal.

## Werke
- Das Ei des Hippokrates: kleine Kulturgeschichte der Gesundheit. Pro Business Verlag, 1. Auflage 2005, ISBN 978-3938262702.
- contacta med für Naturheilkunde. Sommer-Verlag, Teningen, Nachschlage-Sammelwerk
- contacta med für Naturheilkunde. Aescura im Verlag Urban & Schwarzenberg München-Wien, 5. Auflage 1997, ISBN 3-541-50005-0
- Praxis und Therapie der Ganzheitsmedizin. Sommer-Verlag, 1. Auflage 1996, ISBN 3-930262-03-7